# Пояна (Прахова)
Пояна (рум. Poiana) — село у повіті Прахова в Румунії. Адміністративно підпорядковане місту Комарнік.
Село розташоване на відстані 96 км на північ від Бухареста, 44 км на північний захід від Плоєшті, 45 км на південь від Брашова.

## Населення
За даними перепису населення 2002 року у селі проживали 3052 особи, з них 3048 осіб (99,9%) румунів. Рідною мовою 3048 осіб (99,9%) назвали румунську.